# КК 1939 Канаријас
КК 1939 Канаријас (шп. CB 1939 Canarias) шпански је кошаркашки клуб из града Сан Кристобал де ла Лагуна. Из спонзорских разлога тренутно носи назив Ла Лагуна Тенерифе (шп. La Laguna Tenerife). У сезони 2024/25. такмичи се у АЦБ лиги и у ФИБА Лиги шампиона.

## Успеси

### Национални
- Куп Шпаније:
  - Финалиста (1): 2023.

### Међународни
- ФИБА Лига шампиона:
  - Победник (2): 2017, 2022.
  - Финалиста (2): 2019, 2024.

- Интерконтинентални куп:
  - Победник (3): 2017, 2020, 2023. (I)

## Учинак у претходним сезонама
| Сез.     | Првенство Шпаније | Куп Шпаније  | Европско такмичење                 | Европско такмичење |
| -------- | ----------------- | ------------ | ---------------------------------- | ------------------ |
| 2012/13. | 10. место         | —            | —                                  |                    |
| 2013/14. | 11. место         | Четвртфинале | —                                  |                    |
| 2014/15. | 11. место         | —            | —                                  |                    |
| 2015/16. | 9. место          | —            | —                                  |                    |
| 2016/17. | Четвртфинале ПО   | Четвртфинале | ФИБА Лига шампиона — Победник      |                    |
| 2017/18. | Четвртфинале ПО   | Полуфинале   | ФИБА Лига шампиона — Осмина финала |                    |
| 2018/19. | 9. место          | Полуфинале   | ФИБА Лига шампиона — Финалиста     |                    |
| 2019/20. | Четвртфинале ПО   | Четвртфинале | ФИБА Лига шампиона — Четвртфинале  |                    |
| 2020/21. | Полуфинале ПО     | Полуфинале   | ФИБА Лига шампиона — Четвртфинале  |                    |
| 2021/22. | Четвртфинале ПО   | Полуфинале   | ФИБА Лига шампиона — Победник      |                    |
| 2022/23. | Четвртфинале ПО   | Финалиста    | ФИБА Лига шампиона — 3. место      |                    |
| 2023/24. | Четвртфинале ПО   | Полуфинале   | ФИБА Лига шампиона — Финалиста     |                    |
| 2024/25. | —                 | Полуфинале   | ФИБА Лига шампиона — Полуфинале    |                    |

## Познатији играчи
- Фран Васкез
- Ђорђе Гагић
- Благота Секулић
- Матеуш Поњитка